# Санти-Урбано-э-Лоренцо-а-Прима-Порта (титулярная диакония)
Титулярная диакония Санти-Урбано-э-Лоренцо-а-Прима-Порта (лат. Titulus Sanctorum Urbani et Laurentii ad Primam Portam) — титулярная церковь была создана Папой Иоанном Павлом II в 1994 году. Титулярная диакония принадлежит церкви Санти-Урбано-э-Лоренцо-а-Прима-Порта, расположенной в зоне Рима Прима Порта, на виа ди Вилла Ливия.

## Список кардиналов-дьяконов и кардиналов-священников титулярной диаконии Санти-Урбано-э-Лоренцо-а-Прима-Порта
- Джильберто Агустони — (26 ноября 1994 — 24 февраля 2005), титулярная диакония pro illa vice (24 февраля 2005 — 13 января 2017, до смерти).
  - вакантно (2017 — 2023);
- Виктор Мануэль Фернандес — (30 сентября 2023 — по настоящее время).